# أرماندو (كاتب)
أرماندو (بالهولندية: Armando)‏ هو مؤلف ورسام وكاتب وشاعر هولندي، ولد في 18 سبتمبر 1929 في أمستردام في هولندا، وتوفي في 1 يوليو 2018 في بوتسدام في ألمانيا.

## وصلات خارجية
- أرماندو على موقع IMDb (الإنجليزية)
- أرماندو على موقع مونزينجر (الألمانية)
- أرماندو على موقع ميوزك برينز (الإنجليزية)
- أرماندو على موقع ديسكوغز (الإنجليزية)